# Juha Väätäinen
Juha Väätäinen (Finlandia, 12 de julio de 1941) fue un atleta finlandés especializado en las pruebas de 5000 m y 10000 m, en las que consiguió ser campeón europeo en 1971.

## Carrera deportiva
En el Campeonato Europeo de Atletismo de 1971 ganó la medalla de oro en los 5000 metros, corriéndolos en un tiempo de 13:32.6 segundos, que fue récord de los campeonatos, llegando a meta por delante del francés Jean Wadoux y del alemán Harald Norpoth. También ganó el oro en los 10000 metros, con un tiempo de 27:52.8 segundos que igualmente fue récord de los campeonatos, llegando a meta por delante del alemán Jürgen Haase y del soviético Rashid Sharafetdinov (bronce).